# Culture dans la Moselle

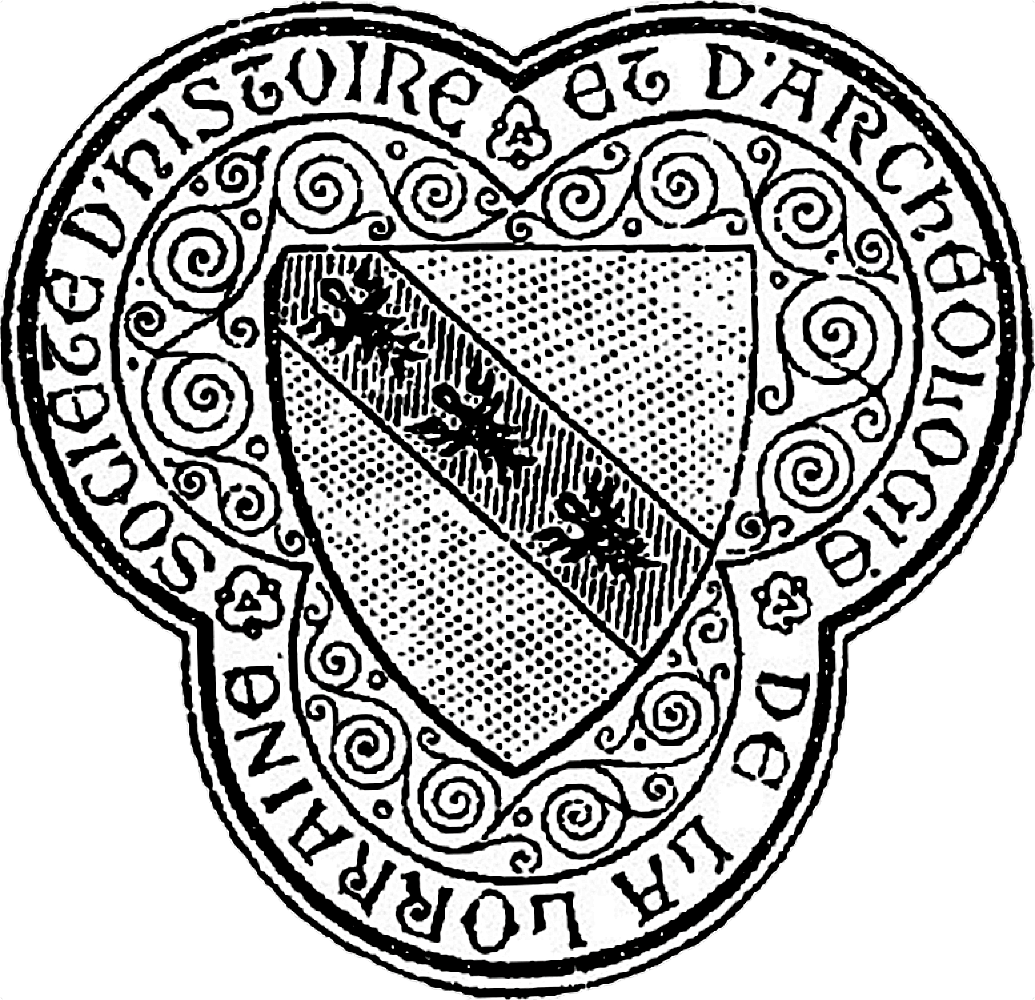
Sceau de la Société d’histoire et d’archéologie de la Lorraine

La culture dans la Moselle désigne tous les aspects d'ordre culturel dans ce département français de la région Grand Est.

## Langues
Traditionnellement, il existe une frontière linguistique qui coupe la Moselle en deux : la frontière linguistique mosellane. Il serait plus correct de parler de limite linguistique, car elle n'a jamais été une frontière entre deux pays. Elle a cependant été utilisée pour marquer la limite entre le bailliage de Nancy et le bailliage d'Allemagne du duché de Lorraine jusqu'au XVIIIe siècle. Au Sud de cette frontière, la langue régionale traditionnelle est le lorrain roman. Au nord, on parle divers dialectes comme le francique luxembourgeois, le francique rhénan, le francique mosellan, ainsi qu'un dialecte alémanique dans quelques communes du canton de Phalsbourg.
La frontière linguistique suit approximativement une ligne rejoignant les communes de Volmerange-les-Mines (nord-ouest) et Walscheid (sud-est). Elle se prolonge en Lorraine belge, séparant la Gaume et l'Arelerland, et dans les Vosges où elle suit la ligne de crête jusqu'au sud de l'Alsace. Par ailleurs, l'arrondissement de Briey (situé en Meurthe-et-Moselle depuis 1871) était également germanophone dans sa partie Nord-Est,, soit la partie frontalière avec le Luxembourg et le Nord-Ouest du canton de Fontoy.

## Architecture
En Moselle, les structures en pierre de Jaumont ne sont pas rares. En effet, il s'agit d'une pierre emblématique de la région. Différents monuments dans le département ont été construits à partir de cette pierre, comme la cathédrale de Metz ou le monument du massacre d'Oradour-sur-Glane à Charly-Oradour.

## Musées
- Musée lorrain des cheminots
- Musée de la Cour d'Or
- Musée départemental du sel
- Musée du Sabotier
- Moulin de la Blies - Musée des techniques faïencières

## Parcs et jardins
- Arboretum de L'Hôpital
- Jardin botanique de Metz

## Festivals
La vie culturelle mosellane est bien représentée dans le département par des festivals, parfois aussi bien issu du folklore local que d'une culture d'immigration dans les pays miniers.
- Festival du film arabe de Fameck
- Festival international du film de création super 8 de Metz
- Festival international Théodore Gouvy
- Festival Perspectives
- Festival d'orgues Forbach-Völklingen
- Fête de la Mirabelle
- Le Livre à Metz
- Metiz'Art
- Mir redde Platt
- Rencontres internationales de musique contemporaine

## Musique

### Compositeurs et musiciens contemporains
- Daniel Laumesfeld (1955-1991), au sein du groupe Geeschtemat
- Helmut Fritz
- Jo Nousse
- Marcel Adam
- Patricia Kaas

## Littérature

### Bibliothèques et médiathèques
- Bibliothèques-médiathèques de Metz, Médiathèque de Sarreguemines, Médiathèque du Warndt (Creutzwald), Médiathèque de Saint-Avold

### Écrivains et poètes
- Charles Abel, Roger Bichelberger, Georges L'Hôte, Fabienne Jacob, Jean-Louis Kieffer, Angelika Merkelbach-Pinck, Louis Pinck, Paul Verlaine, Lucien Schmitthäusler

## Théâtre
- Théâtre populaire de Lorraine

## Traditions
La Moselle abrite le plus vieux théâtre de France encore en activité : l'opéra-théâtre de Metz datant du XVIIIe siècle. La ville de Metz abrite également une salle de spectacle où sont représentés de nombreux artistes français et étrangers : l'Arsenal. La Moselle-Est conserve de nombreuses traditions locales comme les fêtes de la Kirb, célébrées en début octobre dans les milieux ruraux par des fêtes foraines et des repas festifs, ou la cavalcade de Sarreguemines le jour du Mardi gras.
La tradition populaire des ensembles de musique et du chant choral : le Chœur d'hommes de Hombourg-Haut, fondé en 1865, est en 2015 la plus ancienne formation de ce type en Moselle et dans la région culturelle Lorraine.

## Cuisine

### Vin
Il y a des vignobles en Moselle, dans la vallée de la Seille, dans le Val de Metz et sur le val de Sierck-les-Bains.

### Bière
Comme le reste de la Lorraine, la Moselle est une terre de tradition brassicole, la Lorraine est la troisième région productrice de bière en France.

### Recettes traditionnelles
- La quiche lorraine : ce plat a conquis le monde. Il en existe de nombreuses variantes. La recette traditionnelle ne contient que de l’œuf, de la crème et l’inévitable lard fumé.
- Le pâté lorrain : pâté à base de viandes de porc et de veau marinées dans du vin, des échalotes, du persil et cuit dans une pâte feuilletée. La « tourte » constitue une variante du pâté lorrain. Sa recette est identique ; on ajoute juste une « migaine » de jaune d'œuf et de crème.
- La potée lorraine (potaye).
- Tourte (plat) Lorraine
- Les rapés
- Bouchée à la reine.
- Pommes de terre farcies à la chair à saucisse.
- Les pommes de terre rôties, ou Brotgrompern dans certaines zones de Moselle germanophone.

### Fromages
- Munster géromé
- Carré de l'Est

### Desserts
- Tarte aux mirabelles
- Tarte au me'gin
- Brioche tressée de Metz

## Religion
Comme partout en France, les Mosellans sont de tradition catholique. La séparation des églises et de l'État de 1905 n'a pas touché ce département, car il appartenait à l'Empire allemand à cette époque.

## Sport
Le FC Metz est un club de football évoluant actuellement en Ligue 1 et dispute ses matches à domicile au stade Saint-Symphorien (commune de Longeville-lès-Metz).
Metz Handball (handball féminin) est un club au palmarès comptant 15 titres de champion de France. Le club s'est toutefois trouvé un public conséquent à Metz, à la suite de la construction du palais omnisports Les Arènes. Il évolue actuellement en Division 1.
Le Metz TT, ancienne section du SMEC, évolue en Pro B, au haut niveau national depuis de nombreuses années et compte quelques participations en coupe d'Europe. Sa réputation se limite cependant au milieu des pongistes.
Il existe aussi des clubs amateurs de rugby à XV, de basket-ball, de canoë-kayak ou encore de football américain.